# Sugarmill Woods
Sugarmill Woods és una concentració de població designada pel cens dels Estats Units a l'estat de Florida. Segons el cens del 2000 tenia 6.409 habitants.

## Demografia
Segons el cens del 2000, Sugarmill Woods tenia 6.409 habitants, 3.061 habitatges, i 2.378 famílies. La densitat de població era de 93,8 habitants/km².
Dels 3.061 habitatges en un 9,9% hi vivien nens de menys de 18 anys, en un 71,9% hi vivien parelles casades, en un 3,9% dones solteres, i en un 22,3% no eren unitats familiars. En el 19,1% dels habitatges hi vivien persones soles el 13,6% de les quals corresponia a persones de 65 anys o més que vivien soles. El nombre mitjà de persones vivint en cada habitatge era de 2,07 i el nombre mitjà de persones que vivien en cada família era de 2,3.
Per edats la població es repartia de la següent manera: un 9,1% tenia menys de 18 anys, un 2,4% entre 18 i 24, un 10,7% entre 25 i 44, un 27,7% de 45 a 60 i un 50,1% 65 anys o més.
L'edat mediana era de 65 anys. Per cada 100 dones de 18 o més anys hi havia 90,4 homes.
La renda mediana per habitatge era de 43.447 $ i la renda mediana per família de 46.377 $. Els homes tenien una renda mediana de 29.607 $ mentre que les dones 23.967 $. La renda per capita de la població era de 24.087 $. Entorn del 4,5% de les famílies i el 6,4% de la població estaven per davall del llindar de pobresa.

## Poblacions properes
El següent diagrama mostra les poblacions més properes.